# نیک و شر
نیک و شر (ایتالیایی: Il bene e il male) یک مجموعهٔ تلویزیونی جنایی ایتالیایی است که در سال ۲۰۰۹ منتشر شد.

## گزیدهٔ بازیگران
- جانمارکو تونیاتسی
- بیانکا گواچرو
- آنتونیا لیسکووا
- میشل کارپنته
- مارتا گاستینی
- کوسیمو فوسکو
- فرانچسکا کاوالین
- کریستینا سرافینی